# Cryptagriotes minusculus
Cryptagriotes minusculus là một loài bọ cánh cứng trong họ Elateridae. Loài này được Wickham miêu tả khoa học năm 1916.